# Сара-Лог
Сара-Лог — деревня в Осьминском сельском поселении Лужского района Ленинградской области.

## История
Впервые упоминается в писцовых книгах Шелонской пятины 1498 года, как деревня Сара и часть её Сара на горке в Сумерском погосте Новгородского уезда.
Деревня Сара Логу, состоящая из 36 крестьянских дворов и смежная с ней деревня Сара Гора, состоящая из 31 двора, расположенные на противоположных берегах реки Сарки, обозначены на карте Санкт-Петербургской губернии Ф. Ф. Шуберта 1834 года.

ЛОГУ — деревня принадлежит её величеству, число жителей по ревизии: 90 м. п., 122 ж. п.

САРЫ ГОРЫ — деревня принадлежит её величеству, число жителей по ревизии: 103 м. п., 103 ж. п. (1838 год)

Как деревни Сара Луги из 36 дворов и Сара Гора из 31, они отмечены на карте профессора С. С. Куторги 1852 года.

САРА ЛОГ — деревня Гдовского её величества имения, по просёлочной дороге, число дворов — 37, число душ — 102 м. п.

САРА ГОРА — деревня Гдовского её величества имения, по просёлочной дороге, число дворов — 35, число душ — 121 м. п. (1856 год)

Во второй половине XIX века в деревне была возведена деревянная часовня во имя Святого пророка Илии, над ручьём, в том месте, где по преданию была явлена икона с ликом пророка Илии.

САРА ЛОГ — деревня государственная при реке колодце, число дворов — 39, число жителей: 109 м. п., 108 ж. п.; Часовня православная.

САРА ГОРА — деревня государственная при ручье безымянном, число дворов — 43, число жителей: 113 м. п., 108 ж. п. (1862 год)

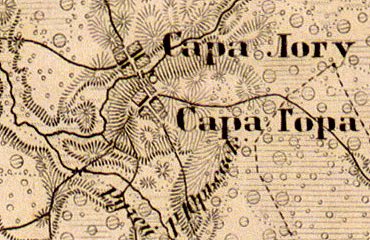
Деревня Сара-Лог на карте 1863 года

Согласно карте из «Исторического атласа Санкт-Петербургской Губернии» 1863 года та часть современной деревни, что находилась на правом берегу реки Сарки называлась Сара-Логу, а та часть, что на левом — Сара-Гора.
Сборник Центрального статистического комитета описывал её так:

САРА ЛОГ — деревня бывшая владельческая при речке Сарке, дворов — 49, жителей — 273; кожевенный завод. (1885 год)

В XIX — начале XX века деревня административно относилась к Осьминской волости 2-го земского участка 1-го стана Гдовского уезда Санкт-Петербургской губернии.
По данным «Памятной книжки Санкт-Петербургской губернии» за 1905 год деревни называлась Саро-Лог и Саро-Гора.
С 1917 по 1919 год деревни Сара Лог и Сара Гора входили в состав Осьминской волости Гдовского уезда.
С 1920 года в составе Сарского сельсовета Кингисеппского уезда.

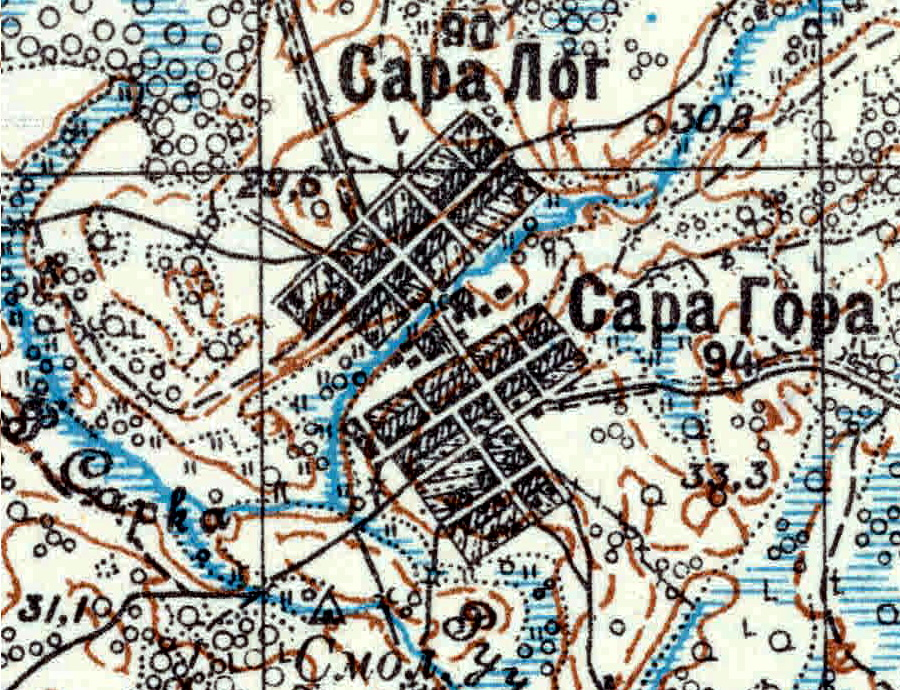
Деревня Сара-Лог карте 1926 года

Согласно топографической карте 1926 года деревня Сара-Лог насчитывала 90 крестьянских дворов, деревня Сара-Гора — 94.
С 1927 года в составе Сара-Горского сельсовета Осьминского района.
В 1928 году их население составляло 882 человека.
По данным 1933 года деревня Сара-Лог входила в состав Сарагорского сельсовета Осьминского района, население сельсовета составляло 1120 человек, административным центром сельсовета был выселок Сара-Гора, кроме того в состав сельсовета входили деревни Лединка и Смородино.
По данным 1936 года в состав Сарагорского сельсовета входили 7 населённых пунктов, 232 хозяйства и 5 колхозов.
C 1 августа 1941 года по 31 января 1944 года деревни находилась в оккупации.
С 1961 года в составе Сланцевского района.
С 1963 года в составе Осьминского сельсовета Лужского района.
В 1965 году их население составляло 287 человек.
По данным 1966 года деревни назывались Саралог и Сарагора, они также входили в состав Осьминского сельсовета Лужского района.
По данным 1973 года в составе Осьминского сельсовета осталась только одна общая деревня под названием Саралог.
По данным 1990 года деревня называлась Сара-Лог и также входила в состав Осьминского сельсовета.
В 1997 году в деревне Сара-Лог Осьминской волости проживал 101 человек, в 2002 году — 72 человека (русские — 92 %).
В 2007 году в деревне Сара-Лог Осьминского СП проживали 59 человек.

## География
Деревня расположена в северо-западной части района на автодороге 41А-186 (Толмачёво — автодорога «Нарва»).
Расстояние до административного центра поселения — 7 км.
Расстояние до ближайшей железнодорожной станции Молосковицы — 55 км.
Через деревню протекает река Сарка.

## Демография
| 1838 | 1862 | 1885 | 1928 | 1965 | 1997 | 2007 |
| ---- | ---- | ---- | ---- | ---- | ---- | ---- |
| 418  | ↗438 | ↘273 | ↗882 | ↘287 | ↘101 | ↘59  |
| 2010 | 2017 |      |      |      |      |      |
| →59  | ↘42  |      |      |      |      |      |

## Достопримечательности
Жальничный могильник XIII века.

## Улицы
Верхняя, Нижняя.